# ميشيل فريدمان
ميشيل فريدمان (بالألمانية: Michel Friedman)‏ هو صحفي ومحامي ومقدم تلفزيوني وسياسي ألماني، ولد في 25 فبراير 1956 في باريس في فرنسا. حزبياً، نشط في الاتحاد الديمقراطي المسيحي.

## روابط خارجية
- ميشيل فريدمان على موقع IMDb (الإنجليزية)
- ميشيل فريدمان على موقع مونزينجر (الألمانية)